# Tikovice (Ořechov)
Tikovice (německy Tikowitz) jsou vesnice, dnes součást obce Ořechov v okrese Brno-venkov v Jihomoravském kraji, s jejíž zástavbou jsou zcela spojeny.

## Název
Na vesnici bylo přeneseno původní pojmenování jejích obyvatel Tikovici odvozené od osobního jména Tik (což byla domácká podoba některého jména začínajícího na Ti-, např. Tich). Význam místního jména byl "Tikovi lidé". V některých středověkých i novověkých a moderních (naposledy 1881) písemných záznamech se objevuje tvar Stikovice, který vznikl z předložkového spojení z Tikovic.

## Historie
Ves byla rozdělena do několika dílů, jejichž majitelé se v průběhu staletí střídali. V první polovině 14. století patřily díly brněnské kapitule, kounickému a prštickému panství. V pozdějších staletích je doložena pečeť Tikovic s radlicí, hroznem a vinařským kosířem. Obec byla výrazně poškozena v dubnu 1945 v bitvě u Ořechova. Dne 12. září 1946 došlo ke sloučení Tikovic, Ořechoviček a Ořechova do jedné obce, současného Ořechova. Zpočátku tvořily v rámci obce samostatnou osadu, později část obce, která ale k 1. lednu 1983 administrativně zanikla. Katastrální území Tikovic bylo již roku 1971 začleněno do katastru Ořechova.
Tikovice se rozkládají na jihozápadě současné obce a zahrnují ulice Bašty, Družstevní, Jeřábkova, Nová, Pláně, Pod Kopcem, Tikovická, U Kostela, Výhon, Zavadilova (otevřená 7. června 2014), jižní stranu Tolarovy ulice a část ulice Komenského. V ulici Komenského je jejich zástavba srostlá se zástavbou původního Ořechova, ulicí Tolarova procházela hranice s Ořechovičkami. Měly největší katastr ze všech tří původních obcí (8,08 km²), který zasahoval i na území současného přírodního parku Bobrava.
Na území Tikovic se nachází areál zemědělského družstva, fotbalový stadion, mateřská škola, základní škola, základní umělecká škola, rybník Štikovec, hřbitov a Spálený mlýn v údolí Bobravy.

## Obyvatelstvo
| 1869 | 1880 | 1890 | 1900 | 1910 | 1921 | 1930 | 1950 | 1961 | 1970 | 1980 | 1991 | 2001 | 2011 |
| ---- | ---- | ---- | ---- | ---- | ---- | ---- | ---- | ---- | ---- | ---- | ---- | ---- | ---- |
| 657  | 685  | 716  | 748  | 833  | 827  | 797  | 708  | 688  | 681  | 671  | 578  | —    | —    |

## Pamětihodnosti
- kostel svatého Jiří

## Osobnosti
- Jaromír Schoř (1912–1992), český malíř